# Gueorgui Doulov
Le prince Gueorgui Nikolaïevitch Doulov (Гео́ргий Никола́евич Ду́лов), né le 4 juillet 1875 à Moscou et mort le 4 septembre 1940 à Moscou, est un violoniste et pédagogue russe. 

## Biographie
Gueorgui Doulov naît à Moscou en 1875. Il descend des princes Doulov, rurikides de la branches de Iaroslavl et descendants à la 31e génération de Rurik. Cette branche des Doulov s'est tellement appauvrie au cours des ans, qu'elle perd finalement son titre de prince au XVIIIe siècle. Ce n'est qu'en 1899 que l'empereur leur confirme leur titre de prince de nouveau. Sa mère est la pianiste Alexandra Zograf-Doulova (1850-1919). Il est le mari de la cantatrice Maria Doulova, née Boukovskaïa, et le père de la célèbre harpiste Vera Doulova (1909-2000).
Gueorgui Doulov étudie auprès de Karl Klamroth, puis est diplômé en 1895 du conservatoire de Moscou dans la classe de violon de Jan Hřímalý. En 1896-1901, il est à Saint-Pétersbourg, second violon du quartet du duc de Mecklembourg. Ensuite, il repart pour Moscou pour raisons de santé et enseigne au conservatoire de Moscou.
Il est l'auteur de morceaux de musique de chambre et de manuels pédagogiques pour le violon, dont le fameux Cours complet de violon («Полный курс скрипичной игры») en douze cahiers.
Il meurt le 4 septembre 1940 à Moscou et est enterré au cimetière Vagankovo (14e division).